# Домінік Фурман
Домінік Фурман (пол. Dominik Furman, нар. 7 червня 1992, Шидловець, Польща) — польський футболіст, півзахисник футбольної команди «Вісла» (Плоцьк) що нині виступає в польській Екстраклясі.

## Досягнення
- Чемпіон Польщі (1):

«Легія» (Варшава): 2013
- Володар Кубка Польщі (3):

«Легія» (Варшава): 2012, 2013, 2015